# Santo Stefano Belbo
Santo Stefano Belbo est une commune italienne de la province de Coni, dans la région Piémont.

## Géographie

### Communes limitrophes
Les communes attenantes à Santo Stefano Belbo sont Calosso, Camo, Canelli, Castiglione Tinella, Coazzolo, Cossano Belbo, Loazzolo et Mango.

## Administration
| Période                                  | Période | Identité | Étiquette | Qualité |
| ---------------------------------------- | ------- | -------- | --------- | ------- |
|                                          |         |          |           |         |
| Les données manquantes sont à compléter. |         |          |           |         |

## Personnalités liées à la commune
- Cesare Pavese, écrivain né 1908 à Santo Stefano Belbo